# راک، کورن‌وال
راک (به انگلیسی: Rock) یک روستا در بریتانیا است که در St Minver Lowlands واقع شده‌است. راک ۱٬۲۰۳ نفر جمعیت دارد.